# Nasone

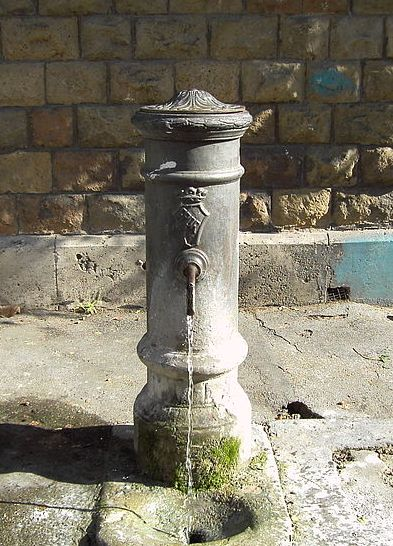
Nasone vid Via Annia Faustina på Lilla Aventinen.

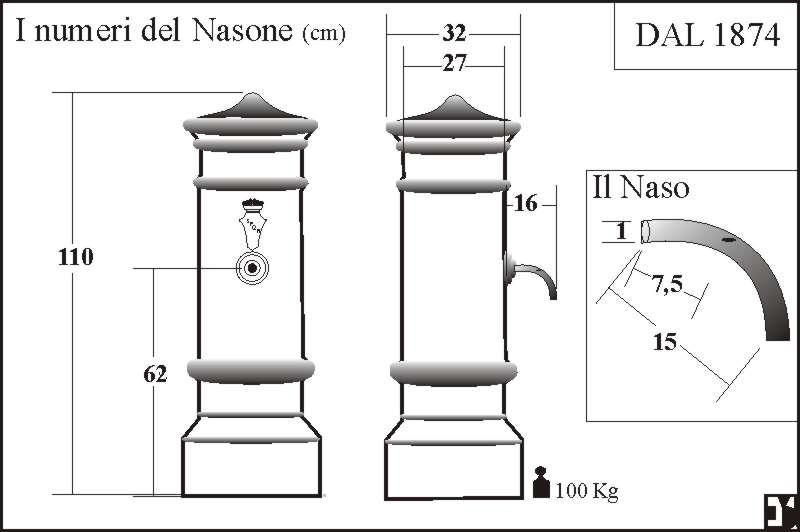
Schematisk bild över nasonens dimensioner.

Nasone (italienska, ordagrant "stor näsa", plural: nasoni) kallas de omkring 2 500 dricksvattenfontäner vilka förekommer i Roms kommun. I Roms historiska centrum (centro storico) är antalet omkring 300. De började att installeras under 1870-talet.
Nasoni är cylindriska till formen, drygt en meter höga och tillverkade i gjutjärn. De är försedda med ett, två eller tre nedåtböjda rör, ur vilka vattnet porlar. Det finns även omkring 70 nasoni utförda i travertin; vattenpipen på dessa har formen av ett varghuvud, vilket alluderar på Kapitolinska varginnan.
Nasone triplo avser en nasone med tre vattenpipar, utformade som griphuvuden. I Rom existerar endast tre sådana: vid Via delle Tre Cannelle, på Piazza della Rotonda och vid Via di San Teodoro.

## Bilder
| - Nasone på Campo dei Fiori. - Nasone vid Via dei Cappellari. - Nasone triplo vid Via delle Tre Cannelle. - Nasone i travertin med varghuvud i närheten av museet Centrale Montemartini i Quartiere Ostiense. |